# Kačský záliv

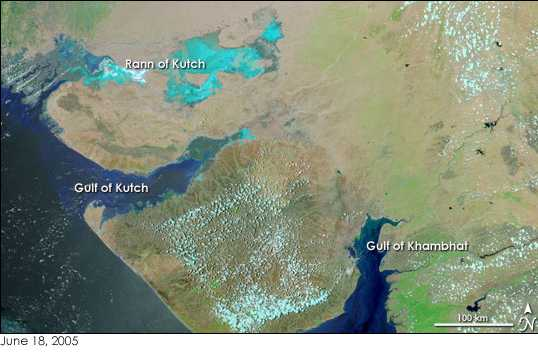
Kačský záliv vlevo uprostřed na satelitním snímku

Kačský záliv (také Kaččhský záliv) je záliv na severovýchodě Arabského moře na pobřeží indického státu Gudžarát. Tvoří severní hranici Káthijávárského poloostrova a má na délku zhruba 180 kilometrů.